# Chiesa dei Santi Gregorio e Siro
La chiesa parrocchiale dei Santi Gregorio e Siro si trova a Bologna, in via Montegrappa 15.

## Storia
L'edificio sacro, nelle sue prime forme, fu progettato dal valente architetto istriano Andrea Da Valle su commissione dei Canonici Regolari di San Giorgio in Alga. La prima pietra fu posta il 20 giugno 1533, mentre la consacrazione ebbe luogo dal 25 gennaio al 1º febbraio 1579. La chiesa sorge su un terreno espropriato alla famiglia Ghisilieri dopo la loro cacciata dalla città nel 1445. Sulla facciata dell'edificio si può ancora vedere lo stemma bandato rosso e oro della famiglia Ghisilieri, mentre il campanile non è altro che la duecentesca torre di famiglia ridotta a tale uso nel Cinquecento.
A seguito della soppressione dei Canonici di San Giorgio in Alga (6 dicembre 1668), la chiesa e l'annesso convento furono acquistati nel 1670 dai Padri Ministri degli Infermi, che qui stabilirono la sede bolognese della propria attività di assistenza ai malati.
Nel 1779, un violento terremoto danneggiò seriamente la volta e la facciata della chiesa; i lavori di restauro furono affidati all'architetto neoclassico Angelo Venturoli, cui si debbono le forme attuali del sacro edificio.
A seguito della soppressione dell'ordine dei Padri Ministri degli Infermi ad opera del governo francese, l'11 dicembre 1798 il convento di San Gregorio fu confiscato e venduto a privati, mentre la chiesa, dopo alterne vicende, rimase aperta al culto ed affidata al clero secolare con titolo di parrocchia.
In occasione delle Decennale Eucaristiche 1868 e 1878 furono pitturare la cappella maggiore, la volta, il fregio e le pilastrate ad opera di Alessandro Guardassoni (autore delle figure e delle scene tratte dalla vita di San Gregorio Magno che si aprono sulla volta), Luigi Samoggia (ornato) e Luigi Masetti (autore delle figure dei Dodici Apostoli).
All'interno della chiesa è sepolto il fisico e biologo Marcello Malpighi.

## Descrizione

### Arte e architettura

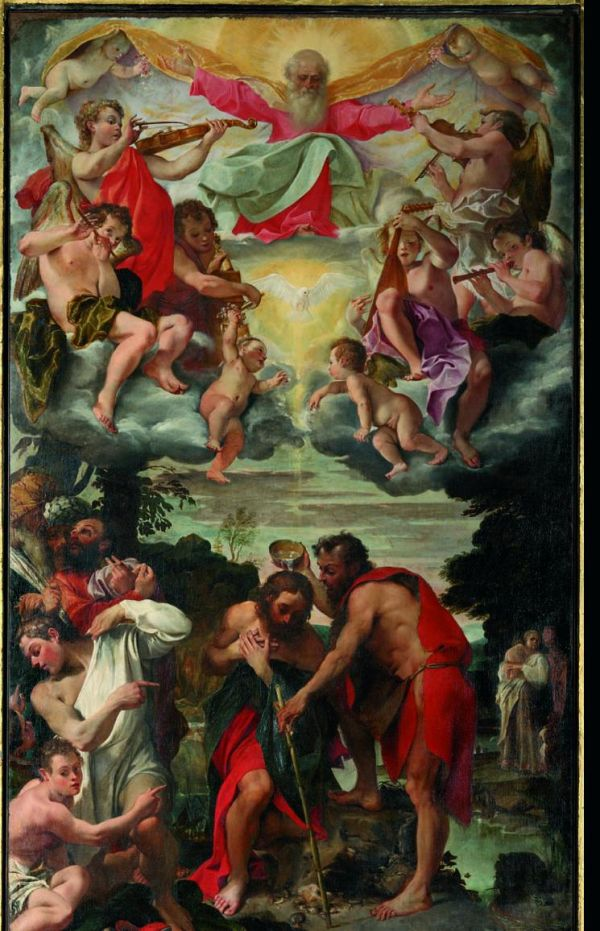
Annibale Carracci, Battesimo di Cristo

All'interno si conservano due pale d'altare dei Carracci, il Battesimo di Cristo di Annibale Carracci (1583-1585), e San Michele Arcangelo e san Giorgio di Lodovico Carracci (1600-1601), oltre che ai dipinti:
- Miracolo del Corporale di San Gregorio di Denijs Calvaert (1581) nella cappella maggiore;
- Assunzione della Vergine di Camillo Procaccini (1582-1583);
- Madonna in gloria con sant'Andrea, san Lorenzo Giustiniani e sant'Antonio Abate di Lucio Massari (1630-1633);
- Martirio di san Sebastiano e san Fabiano di Giovanni Luigi Valesio (1580-1640);
- Estasi di San Camillo, di Felice Torelli (1667-1748);
- Martirio di San Lorenzo di Jacopo Alessandro Calvi (1780-1795);
- Gloria di San Camillo de Lellis di Gregorio Guglielmi (1714-1773).

### Organi a canne
Sulle due cantorie ai lati del presbiterio si trovano altrettanti organi a canne a trasmissione meccanica:
- l'organo di destra venne costruito da Giovanni Battista Sormani nel 1621 e fu nei secoli più volte restaurato e modificato (si segnalano numerosi interventi ottocenteschi di Alessio Verati);
- l'organo di sinistra venne costruito da Carlo Traeri nel 1673 e si è conservato intatto fino ad oggi.

Campane
Nella cella campanaria si trova un bel concerto di 5 campane, con queste caratteristiche:
1^ Campana (Grossa)                                                     Nota: Fa#3; diametro: cm 104,8; fonditore: Donato Bastanzetti (Arezzo); anno: 1954; peso: circa kg 700
2^ Campana (Mezzana)                                                 Nota: La3; diametro: cm 87,3; fonditore: Giuseppe Brighenti; anno: 1898; peso: kg 431
3^ Campana (Mezzanella)                                             Nota: Si3; diametro: cm 78,2; fonditore: Giuseppe Brighenti; anno: 1898; peso: kg 309
4^ Campana (Piccola)                                                    Nota: Do#4; diametro: cm 69; fonditore: Giuseppe Brighenti; anno: 1898; peso: kg 218
5^ Campana (Piccola del Maggiore)                            Nota: Mi4; diametro: circa cm 55; fonditori: Peter e Johannes Grassmayr (Innsbruck- Austria); anno: 2010; peso: circa kg 130
Le campane sono montate "alla bolognese" su ceppi e castello in legno, sono completamente ad azionamento manuale e vengono regolarmente suonate "a doppio" dai maestri campanari nelle ricorrenze significative della parrocchia. La struttura musicale del concerto dà la possibilità di comporre due "quarti" distinti: uno in "tono minore" se si utilizzano le quattro campane più grosse e uno in "tono maggiore" se si utilizzano le quattro campane più piccole. La "piccola del maggiore" originale, fusa da Bastanzetti di Arezzo nel 1954, nel 2010 è stata donata alla parrocchia di Mapanda in Tanzania (dove operano i missionari dell'Arcidiocesi di Bologna) e sostituita da un nuovo bronzo fuso dalla rinomata fonderia Grassmayr di Innsbruck.